# Jeungsanisme
Le mot Jeungsanisme (증산교 Jeungsangyo) est parfois utilisé comme synonyme de Jeung San Do, un nouveau mouvement religieux coréen, mais la plupart des chercheurs coréens et occidentaux l'utilisent pour désigner une famille de plus de 100 nouveaux mouvements religieux coréens qui reconnaissent Kang Jeungsan comme l'incarnation du Dieu suprême de l'Univers, Sangje.

## Origines et divisions
Kang Jeungsan, considéré par ses adeptes comme le dieu suprême incarné, décéda le 24 juin 1909 à la clinique Donggok qu'il avait fondée en 1908. Kang n'ayant pas clairement désigné un successeur, ses principaux disciples et certains des membres de sa famille fondèrent des branches distinctes, qui à leur tour se séparèrent en organisations rivales, générant plus de 100 ordres religieux au sein de la famille commune du Jeungsanisme. Toutes ces organisations reconnaissent Kang comme Sangje, le Dieu suprême de l'Univers, et croient qu'il a réorganisé l'univers entier à travers sa mission et ses rituels, mais leurs points de vue diffèrent sur l'identité des successeurs de Kang. En plus de Kang, certains groupes ont également divinisé et adoré leurs propres fondateurs ou d'autres leaders du Jeungsanisme.
Un certain nombre de branches ont comme origine Goh Pan-Lye (1880–1935, « Subu », littéralement « Dame principale », bien qu'il y avait deux « Subus » différentes dans l’entourage de Kang), une disciple femme de Kang Jeungsan. Vers septembre 1911, Goh rassembla autour d'elle un certain nombre d'adeptes de Kang. Finalement, le cousin masculin de Goh, Cha Gyeong-Seok (1880–1936), un disciple important de Kang, devint le chef de la branche de Goh. Insatisfaite par cette situation, Goh se sépara de Cha en 1919 et fonda sa propre nouvelle religion. En 1920, la branche de Cha, également connue sous le nom de Bocheon-gyo, devint le plus grand nouveau mouvement religieux de Corée et peut-être la plus grande religion en Corée, avec quelque six millions d'adeptes. Ce nombre diminua rapidement après la mort de Cha en 1936 et son mouvement se fragmenta en plusieurs groupes concurrents, un sort que connut également l'organisation de Goh. La plus grande des branches dans la lignée de Goh est le Jeung San Do. Elle fut fondée par Ahn Un-san (1922–2012). Ce dernier créa sa première organisation religieuse en 1945. Après certaines divisions, Ahn fonda le Jeung San Do en 1974 avec son fils, Ahn Gyeong-jeon (né en 1954). Le mouvement Jeung San Do croit que, comme Kang était Dieu le Père, Goh, vénérée sous le titre de Tae-mo-nim, était Dieu la mère. Ils croient également qu'elle a effectué son propre réordonnement de l'univers entre 1926 et 1935. Bien qu'il ne soit pas la plus grande branche du jeungsanisme en Corée, le Jeung San Do est le mouvement au sein du Jeungsanisme dont la présence est la plus visible à l'étranger.
Un autre disciple principal de Kang Jeungsan était Kim Hyeong-Ryeol (1862–1932). Il accepta dans un premier temps le leadership de Cha. En 1914, cependant, il partit et fonda un ordre religieux indépendant avec la veuve de Kang Jeungsan, Jeong (1874–1928). Alors qu'en général le Jeungsanisme  croit que Sangje est resté pendant trente ans dans la statue géante du Bouddha Maitreya au temple Geumsansa avant de s'incarner en Kang Jeungsan, la branche de Kim enseigna, qu’après sa mort, Kang revint résider dans la statue. Kim obtint le soutien des moines bouddhistes de Geumsansa pour appuyer cette croyance, mais en 1922 il a été expulsé du monastère par l'abbé, un incident qui conduit au déclin de sa branche.

Une autre branche importante a été fondée dans les années 1920 autour de Jo Cheol-Je, connu de ses disciples sous le nom de Jo Jeongsan (1895–1958). Jo ne rencontra jamais Kang en personne, mais dit avoir reçu une révélation de sa part en 1917. Finalement, il fut reconnu comme le successeur mystérieux que Kang avait annoncé dans ses prophéties par la sœur de Kang (Seondol, ca. 1881–1942), sa mère (Kwon, 1850–1926) et sa fille (Sun-Im, 1904–1959), bien que cette dernière fonda finalement sa propre branche séparée avec son mari, Kim Byeong-cheol (1905–1970). La branche de Sun-Im, connue sous le nom de Jeung San Beob Jong Gyo, est basée dans la province coréenne de Jeolla du Nord, et à la suite d'un long litige avec d'autres branches, elle obtint les restes funéraires de Kang, qui sont actuellement conservés au siège du mouvement. Jo organisa son mouvement sous le nom de Mugeukdo en 1925, mais dut le dissoudre en 1941 en raison de l'occupation japonaise de la Corée et de l'hostilité du Japon aux nouvelles religions. Il le réorganisa en 1948 et, en 1950, changea son nom en Taegeukdo, dont le siège a été établi à Busan.
Jo décéda en 1958. Ses disciples continuèrent à ne former qu'un seul ordre religieux, reconnaissant Park Wudang (1918–1996, ou bien 1917–1995 selon le calendrier lunaire normalement utilisé par le mouvement) comme successeur de Jo, jusqu'en 1968. En 1968, cependant, l'autorité de Park fut contestée par un certain nombre de cadres supérieurs et un des fils de Jo, Jo Yongnae (1934–2004), qui s'opposaient aux réformes que Park avait introduites. Le groupe opposé à Park conserva le quartier général près de Busan et le nom de Taegeukdo, tandis que Park se rendit à Séoul et réorganisa sa branche en 1969 sous le nom de Daesoon Jinrihoe. Bien que les statistiques puissent être contestées, le Daesoon Jinrihoe semble être la plus grande nouvelle religion de la famille du Jeungsanisme et peut-être la plus grande nouvelle religion coréenne en général. 
Lors du décès de Park en 1996, des controverses éclatèrent au sein du Daesoon Jinrihoe entre ceux qui encourageaient et ceux qui refusaient la déification de Park comme troisième figure divine, aux côtés de Kang et Jo. La branche qui rejeta la déification maintint le contrôle du quartier général à Yeoju et conserva une grande majorité des membres. Quatre autres branches (peut-être plus) reconnurent Park comme dieu ou Bouddha Maitreya et se séparèrent de l'organisation principale. Deux d'entre elles maintinrent, cependant, un dialogue avec cette dernière.